# Torneo Mercosur 1995
El Torneo Mercosur 1995 (Torneio Mercosul 1995 en portugués) fue la primera edición del torneo y se jugó entre el 29 de enero de 1995 y el 7 de febrero de 1995, y contó con la participación de nueve clubes sudamericanos.

## Equipos invitados
- Avaí.
- Barcelona. *
- Cerro. **
- Coritiba.
- Criciúma.
- Estudiantes. *
- Figueirense.
- Grêmio. *
- Internacional. *
- Joinville. **
- Juventude. *
- Marcílio Dias.
- Nacional.
- Olimpia.
- Peñarol. *
- Racing. *

* Estos clubes desistieron de participar en el torneo (se retiraron debido a diversos motivos).
** Estos clubes fueron invitados en reemplazo de los que se retiraron (inicialmente no estaban invitados).

## Retiro
El presidente del Internacional alegó que los jugadores estaban de vaciones hasta el 23 de enero de 1995 y no había tiempo para que se preparen. Además había un Grenal válido por el Campeonato Gaúcho 1995 el día 25 de febrero. Este motivo también pudo haber sido válido para la retirada del Grêmio. El Barcelona alegó problemas internos. Con la salida del equipo ecuatoriano, también se acababan también los derechos de trasmisión por TV a un canal de Ecuador.
En su reemplazo fueron invitados el Joinville y el Cerro.
El día 20 de enero de 1995, una reunión con los promotores del evento en el Hotel Castelmar (Florianópolis), se decidió que los clubes recibieran una cuota de $ 10000,00 libres de costos de iluminación y limpieza. Los clubes extranjeros serían hospedados en el Hotel Mariner Plaza (Itajaí). El Centertur Turismo sería el responsable por el transporte de los clubes extranjeros.
"La idea de esta competición fue excelente", dice un informe publicado en el Diário Catarinense del 6 de febrero de 1995, "trayendo clubes de expresión internacional al Estado y ayudando a los equipos (catarinenses) a diseñar sus nombres fuera del país y movilizar sus jugadores en la pretemporada".

## Precios de las entradas
- R$ 5,00 — Norte y Sur
- R$ 10,00 — Oriente
- R$ 15,00 — Occidente
- R$ 25,00 — Palco

## Primera fase
- El ganador del partido "4" (Criciúma vs Cerro) jugaría conta el Marcílio Dias.

| Figueirense                           | 3 - 2 | Olimpia |
| Figueirense clasifica a la semifinal. |       |         |

| Joinville                           | 3 - 0 | Coritiba |
| Joinville clasifica a la semifinal. |       |          |

| Avaí                           | 4 - 2 | Nacional |
| Avaí clasifica a la semifinal. |       |          |

| Criciúma                                  | 2 - 0 | Cerro |
| Criciúma clasifica al partido intermedio. |       |       |

### Partido intermedio
| Marcílio Dias                           | 1 - 0 | Criciúma |
| Marcílio Dias clasifica a la semifinal. |       |          |

## Semifinales
| Joinville                       | 1 - 0 | Avaí |
| Joinville clasifica a la final. |       |      |

| Figueirense                       | 1 - 0 | Marcílio Dias |
| Figueirense clasifica a la final. |       |               |

## Final
| Figueirense          | 1 - 0 | Joinville |
| Figueirense campeón. |       |           |

| Bandera de Brasil       |
| Campeón                 |
| Figueirense 1.er título |